# Mnium arcticum
Mnium arcticum är en bladmossart som beskrevs av Kindberg 1897. Mnium arcticum ingår i släktet stjärnmossor, och familjen Mniaceae. Inga underarter finns listade i Catalogue of Life.